# Gula turbanerna
De gula turbanerna (黃巾之亂) var namnet på ett stort kinesiskt bondeuppror. Det varade mellan 184 och 205 under östra Handynastin och riktades i första hand mot godsägare. Ledare var daoistiska präster och schamaner som var missnöjda med de härskande gruppernas konfucianism även om konflikten i grund och botten handlade om dåliga sociala förhållanden som hade orsakats av torka och översvämningar. Stora utgifter för att bygga fort längs sidenvägen hade orsakat höga skatter på bönderna vilket förvärrade situationen.
Ledare för upproret var Zhang Jiao och hans två yngre bröder Zhang Bao och Zhang Liang. De grundade en taoistisk sekt och försökte som helare hjälpa bönder med diverse krämpor. De fick på nära håll se böndernas fattigdom och de trakasserier som de styrande utövade mot de fattiga.
När rebellerna i slutet av 188 och början av 189 hotade Luoyang som var handynastins huvudstad så sändes generalerna Lu Zhi och Cao Cao ut mot rebellerna och besegrade dem 192. Trots detta tog det fram till år 205 att fullständigt undertrycka de sista områdena.
Upproret, som fick sitt namn från färgen på rebellernas huvudbonader, markerade en viktig punkt i taoismens historia på grund av rebellledarnas koppling till de då hemliga taoistiska sällskapen. Revolten användes också för att öppna den historiska romanen Sagan om de tre kungarikena från 1300-talet.

## Källförteckning
1. 1 2  Smitha, Frank E. ”DYNASTIC RULE and the CHINESE (9 of 13)”. Macrohistory and World Timeline. http://www.fsmitha.com/h1/china07.htm. Läst 19 februari 2015.  ”By the year 205 (21 years after it had begun) the Yellow Turban Rebellion was over, and rule by the Han family was shattered and at its end.”
2. ↑  Ropp, Paul S (10 June 2010). China in World History. Oxford University Press. sid. 40. ISBN 9780199798766
3. ↑  Bowker, John (1997). The Concise Oxford Dictionary of World Religions